# Mark Burnett
Mark Burnett (Londen, 17 juli 1960) is een Brits televisieproducent die de voormalige voorzitter is van MGM Worldwide Television Group. Hij creëerde en produceerde de realityseries The Apprentice, The Contender en Are You Smarter than a 5th Grader?. Ook produceerde hij Shark Tank (Amerikaanse versie van Dragons' Den), Survivor (Amerikaanse versie van Expeditie Robinson) en The Voice.
In 2009 kreeg hij een ster op de beroemde Hollywood Walk of Fame. In totaal won Burnett met zijn werk zes Primetime Emmy Awards, twee Daytime Emmy Awards en een Sports Emmy Award.
Burnett trouwde in 2007 met actrice Roma Downey.

## Filmografie

### Film
- Son of God (producent, 2014)
- Little Boy (uitvoerend producent, 2015)
- Woodlawn (uitvoerend producent, 2015)
- Ben-Hur (uitvoerend producent, 2016)
- Resurrection (producent, 2021)
- Teen Wolf: The Movie (uitvoerend producent, 2023)

### Televisie
- Eco-Challenge (realityserie - uitvoerend producent, 2016-2002)
- Survivor (reality-spelprogramma - uitvoerend producent, 2000-heden)
- Combat Missions (realityserie - uitvoerend producent, 2002)
- Boarding House: North Shore (realityserie - uitvoerend producent, 2003)
- The Restaurant (realityserie - bedenker - uitvoerend producent, 2003)
- The Casino (realityserie - bedenker - uitvoerend producent, 2004)
- Commando Nanny (comedyserie - uitvoerend producent, 2004)
- The Apprentice (realityserie - bedenker - uitvoerend producent, 2004-heden)
- Diili (realityserie - bedenker - uitvoerend producent, 2005)
- Paul McKenna: I Can Change Your Life (realityserie - uitvoerend producent, 2005)
- Rock Star (realityserie - uitvoerend producent, 2005-2006)
- The Contender (realityserie - bedenker - uitvoerend producent, 2005-2009, 2018)
- Pirate Master (realityserie - uitvoerend producent, 2006)
- Gold Rush (spelprogramma - uitvoerend producent, 2006)
- The Real World (realitysoap - scenarist, 2006)
- On the Lot (spelprogramma - uitvoerend producent, 2007)
- Are You Smarter than a 5th Grader? (spelprogramma - scenarist - uitvoerend producent, 2007-2015, 2019)
- My Dad Is Better Than Your Dad (spelprogramma - uitvoerend producent, 2008)
- The Contender Asia (realityserie - uitvoerend producent, 2008)
- Amnesia (spelprogramma - scenarist - uitvoerend producent, 2008)
- Jingles (realityserie - uitvoerend producent, 2008)
- Toughest Cowboy (realityserie - uitvoerend producent, 2008)
- Expedition Africa (realityserie - uitvoerend producent, 2008)
- Wedding Day (realityserie - uitvoerend producent, 2009)
- How'd You Get So Rich? (realityserie - scenarist - uitvoerend producent, 2009)
- P. Diddy's Starmaker (realityserie - uitvoerend producent, 2009)
- How'd You Get So Rich? (realityserie - scenarist, 2009)
- The Contender Australia (realityserie - uitvoerend producent, 2009-2010)
- Bully Beatdown (realityserie - bedenker - uitvoerend producent, 2009-2012)
- Shark Tank (realityserie - uitvoerend producent, 2009-heden)
- HGTV Star (realityserie - uitvoerend producent, 2010)
- Sarah Palin's Alaska (realityserie - uitvoerend producent, 2010)
- Our Little Genius (realityserie - uitvoerend producent, 2010)
- Rock 'n Roll Fantasy Camp (realityserie - uitvoerend producent, 2010-2011)
- Your OWN Show (realityserie - uitvoerend producent, 2011)
- Audrina (realityserie - uitvoerend producent, 2011)
- Expedition Impossible (realityserie - uitvoerend producent, 2011)
- Ask Oprah's All-Stars (talkshow - uitvoerend producent, 2011)
- Brandy & Ray J: A Family Business (realityserie - scenarist, 2011)
- The Voice (talentenjachtshow - uitvoerend producent, 2011-heden)
- School Spirits (realityserie - uitvoerend producent, 2012)
- Stars Earn Stripes (realityserie - uitvoerend producent, 2012)
- Mark Burnett's Alaska (realityserie - uitvoerend producent, 2012)
- Romancing the Globe (realityserie - uitvoerend producent, 2012)
- The Job (realityserie - uitvoerend producent, 2013)
- The Bible (dramaserie - uitvoerend producent, 2013)
- Trust Me, I'm a Game Show Host (spelprogramma - uitvoerend producent, 2013)
- On the Menu (spelprogramma - uitvoerend producent, 2014)
- Lucha Underground (dramaserie - uitvoerend producent, 2014-2015)
- The Dovekeepers (dramaserie - uitvoerend producent, 2015)
- Dreamfunded (realityserie - uitvoerend producent, 2015)
- A.D. The Bible Continues (dramaserie - uitvoerend producent, 2015)
- Answered Prayers (televisieprogramma - uitvoerend producent, 2015)
- Funny or Die Presents: America's Next Weatherman (realityserie - uitvoerend producent, 2015)
- 500 Questions (spelprogramma - bedenker - uitvoerend producent, 2015-2016)
- Beyond the Tank (realityserie - bedenker - uitvoerend producent, 2015-2016)
- America's Greatest Makers (realityserie - uitvoerend producent, 2016)
- Coupled (realityserie - uitvoerend producent, 2016)
- Steve Harvey's Funderdome (realityserie - uitvoerend producent, 2017)
- Beat Shazam (spelprogramma - uitvoerend producent, 2018)
- TKO: Total Knock Out (spelprogramma - uitvoerend producent, 2018)
- Luis Miguel: The Series (dramaserie - uitvoerend producent, 2018-2021)
- The World's Best (reality-spelprogramma - uitvoerend producent, 2019)
- Messiah (dramaserie - uitvoerend producent, 2020)
- Meet the Frasers (realityserie - uitvoerend producent, 2020)
- The Big Shot with Bethenny (reality-spelprogramma - uitvoerend producent, 2021)
- Generation Gap (spelprogramma - uitvoerend producent, 2022)
- Ring Nation (realityserie - uitvoerend producent, 2022)
- Act Your Age (comedyserie - uitvoerend producent, 2023)